# John Myung

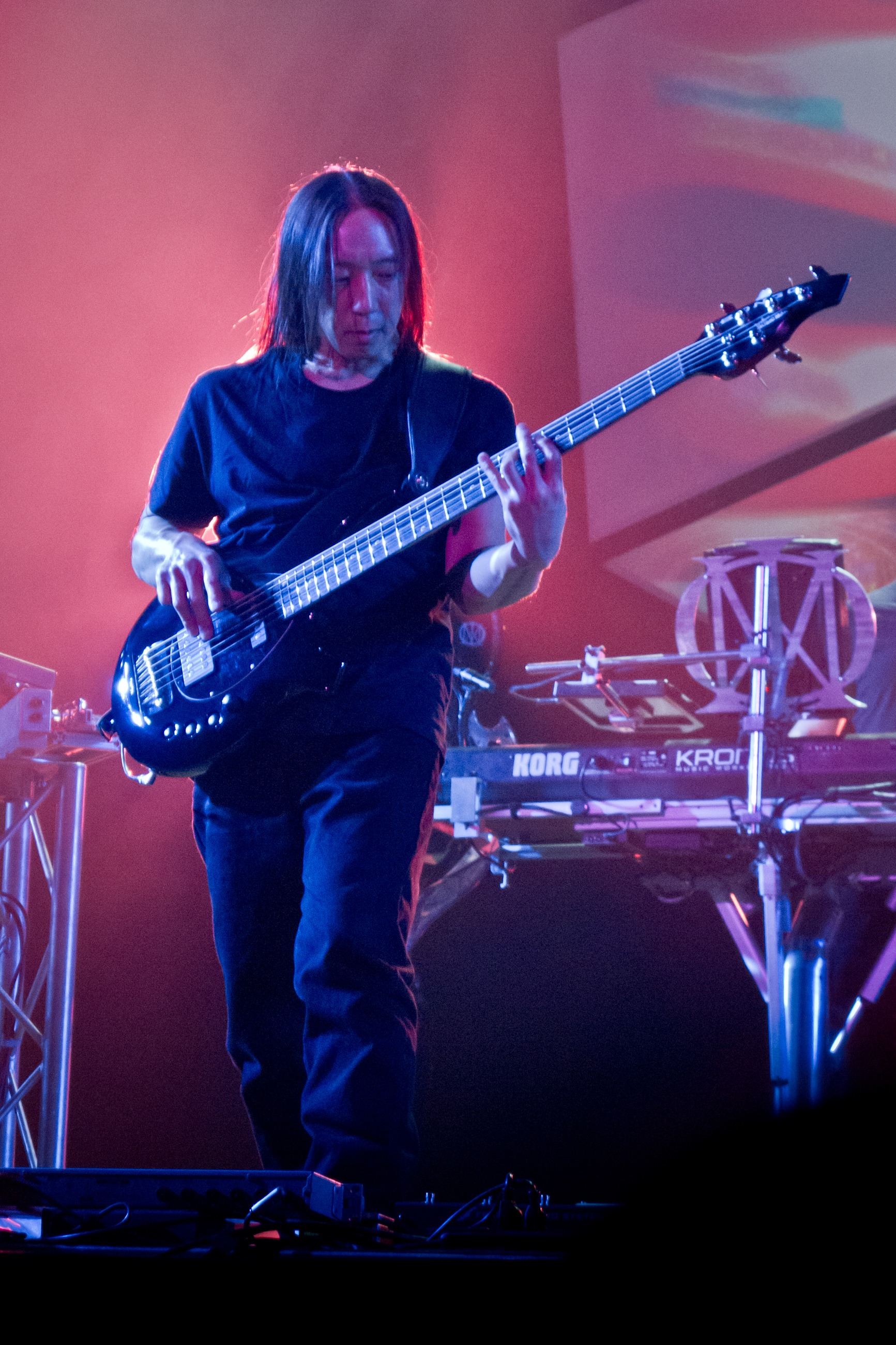
John Myung in 2012

John Ro Myung (Chicago, 24 januari 1967) is bassist en mede-oprichter van de progressieve metalband Dream Theater.
John Myung is opgegroeid in New York. Vanaf vijfjarige leeftijd bespeelde hij de viool, totdat hij gevraagd werd om basgitaar te gaan spelen voor een lokale band op vijftienjarige leeftijd. Sindsdien heeft hij nooit meer een viool aangeraakt. Hij groeide op met John Petrucci. Zij hadden altijd het gevoel samen iets te willen doen. Later ging hij met John Petrucci studeren aan de Berklee College of Music, waar zij hun toekomstige bandgenoot Mike Portnoy ontmoetten. Samen met toetsenist Kevin Moore en zanger Chris Collins vormden ze de band Majesty. Na twee jaar stopte hij samen met dezelfden op school om zich volledig op de band te richten. Nadat de band werd geconfronteerd met een andere band aan de andere kant van de USA die ook Majesty heette, werd de naam veranderd naar Dream Theater.
John Myung oefende regelmatig samen met John Petrucci, er op gebrand om steeds beter te spelen. Hun richtlijn was op bepaalde momenten gesteld op minimaal 6 uur per dag. Hij wordt gezien als technisch een van de meest begaafde bassisten ter wereld. Hij speelt op 6-snarige Yamaha en Musicman basgitaren (hoewel hij in de jonge jaren van de band altijd op 4 snaren speelde) maar maakt bij enkele specifieke nummers gebruik van een Chapman Stick. Hoewel hij te kennen heeft gegeven dat de techniek van een plectrum wel iets kan toevoegen op sommige punten, gebruikt hij er zeer zelden een. Hij gebruikt voor het spelen zowel twee als drie vingers, en staat bekend om zijn snelheid hiermee. Ook maakt hij zo nu en dan gebruik van de techniek tappen, zoals in de bassolo van het nummer Metropolis (Images & Words). Hij heeft een lesvideo opgenomen in 1996, genaamd Progressive Bass Concepts, waarin vooral patronen worden voorgedaan die hij gebruikt voor het componeren van zijn muziek, maar waarin hij ook enkele technieken demonstreert en wat bassolo's weggeeft.
Hij is min of meer de mystery-man van Dream Theater geworden door de jaren heen, vanwege zijn stille aard en manier van spelen. Tijdens optredens, zoals op de DVD 'Live at Budokan' (2004) te zien is, staat hij stil en kijkt hij vrijwel constant naar zijn instrument en nooit in het publiek. Hij geeft weinig interviews en bij video's van de band hoor je hem ook bijna niet. Zelfs in zijn lesvideo gebruikt hij erg weinig woorden maar speelt des te meer.
Tijdens een concert in Duitsland liep Myung weg van zijn vaste plek, naar zanger James LaBrie, en tackelde hem met zijn instrument nog om in American-Footballstijl op de grond, tot de grote verbazing van het publiek en de rest van de band. Deze uithaal werd bekend als de Myung-Tackle. Later werd gezegd dat het waarschijnlijk om een weddenschap ging.
Naast Dream Theater heeft hij in enkele projecten gespeeld. Zijn eerste band buiten Dream Theater was genaamd Platypus, samen met Rod Morgenstein, Ty Tabor en ex-Dream Theater toetsenist Derek Sherinian. Deze band is later overgegaan in The Jelly Jam, dat bestaat uit dezelfde mensen maar dan zonder Sherinian.
- International Standard Name Identifier: 0000 0003 7198 2665
- Library of Congress Control Number: nb2017022849
- MusicBrainz: 6e0f816b-2f2d-4b5f-bf95-24f07a208df2
- Nationale Bibliotheek van Tsjechië: ola2002151361
- Virtual International Authority File: 84962906
- WorldCat: E39PBJwCWbWPRMjdJ7pG4mR9Xd